# Ерік Іскерскі
Ерік Іскерскі (англ. Erick Iskersky; нар. 25 січня 1958) — колишній американський тенісист.
Найвищу одиночну позицію світового рейтингу — 64 місце досяг March 1982, парну — 96 місце — 24 вересня, 1984 року.
Здобув 2 одиночні титули.
Найвищим досягненням на турнірах Великого шолома було 3 коло в парному розряді.

## Фінали Гран-прі за кар'єру

### Одиночний розряд: 1 (1–0)
| Результат | W/L | Дата     | Турнір       | Покриття | Суперник    | Рахунок  |
| --------- | --- | -------- | ------------ | -------- | ----------- | -------- |
| Перемога  | 1–0 | Бер 1982 | Мец, Франція | Тверде   | Стів Дентон | 6–4, 6–3 |

### Парний розряд: 1 (0–1)
| Результат | W/L | Дата     | Турнір             | Покриття | Parftner     | Суперники                   | Рахунок  |
| --------- | --- | -------- | ------------------ | -------- | ------------ | --------------------------- | -------- |
| Поразка   | 0–1 | Жов 1983 | Барселона, Іспанія | Ґрунт    | Джим Гарфейн | Андерс Яррід Ганс Сімонссон | 5–7, 3–6 |

## Титули на челленджерах

### Одиночний розряд: (1)
| Ранг | Рік  | Турнір               | Покриття | Суперник      | Рахунок       |
| ---- | ---- | -------------------- | -------- | ------------- | ------------- |
| 1.   | 1983 | Гельсінкі, Фінляндія | Тверде   | Амос Мансдорф | 6–4, 4–6, 7–5 |